# Еленинск (Красноярский край)
Еле́нинск — деревня в Идринском районе Красноярского края. Входит в состав Никольского сельсовета.

## География
Деревня находится на расстоянии примерно 19 км (по прямой) на северо-восток от села Идринское, административного центра района.

### Климат
Климат резко-континентальный с холодной зимой и жарким летом, суровый, с большими годовыми и суточными амплитудами температуры. Максимальная высота снежного покрова 46 см. Среднемесячная температура января —21,1 ºС, июля +18,4 ºС. Продолжительность безморозного периода составляет 100 дней. Средняя дата последнего заморозка – 29 мая, первого заморозка – 7 сентября. Вегетационный период (с температурами выше +5 ºС) длится 157 дней. Годовая сумма осадков составляет 387 мм, причем большая ее часть выпадает в теплый период года (81 % от годовой суммы).

## Население
| 2010 |
| ---- |
| 36   |

### Национальный состав
Согласно результатам переписи 2002 года, в национальной структуре населения русские составляли 93 % из 95 чел.